# Česká Metuje
Česká Metuje (en allemand : Böhmisch Matha) est une commune du district de Náchod, dans la région de Hradec Králové, en Tchéquie. Sa population s'élevait à 289 habitants en 2022.

## Géographie
Česká Metuje est arrosée par la rivière Metuje, un affluent de l'Elbe, et se trouve à 15 km au nord de Náchod, à 46 km au nord-ouest de Hradec Králové et à 135 km au nord-est de Prague.
La commune est limitée par Teplice nad Metují au nord, par Žďár nad Metují à l'est, par Velké Petrovice au sud, par Stárkov au sud-ouest, et par Jívka à l'ouest.

## Histoire
La première mention écrite du village date de 1406.

## Galerie

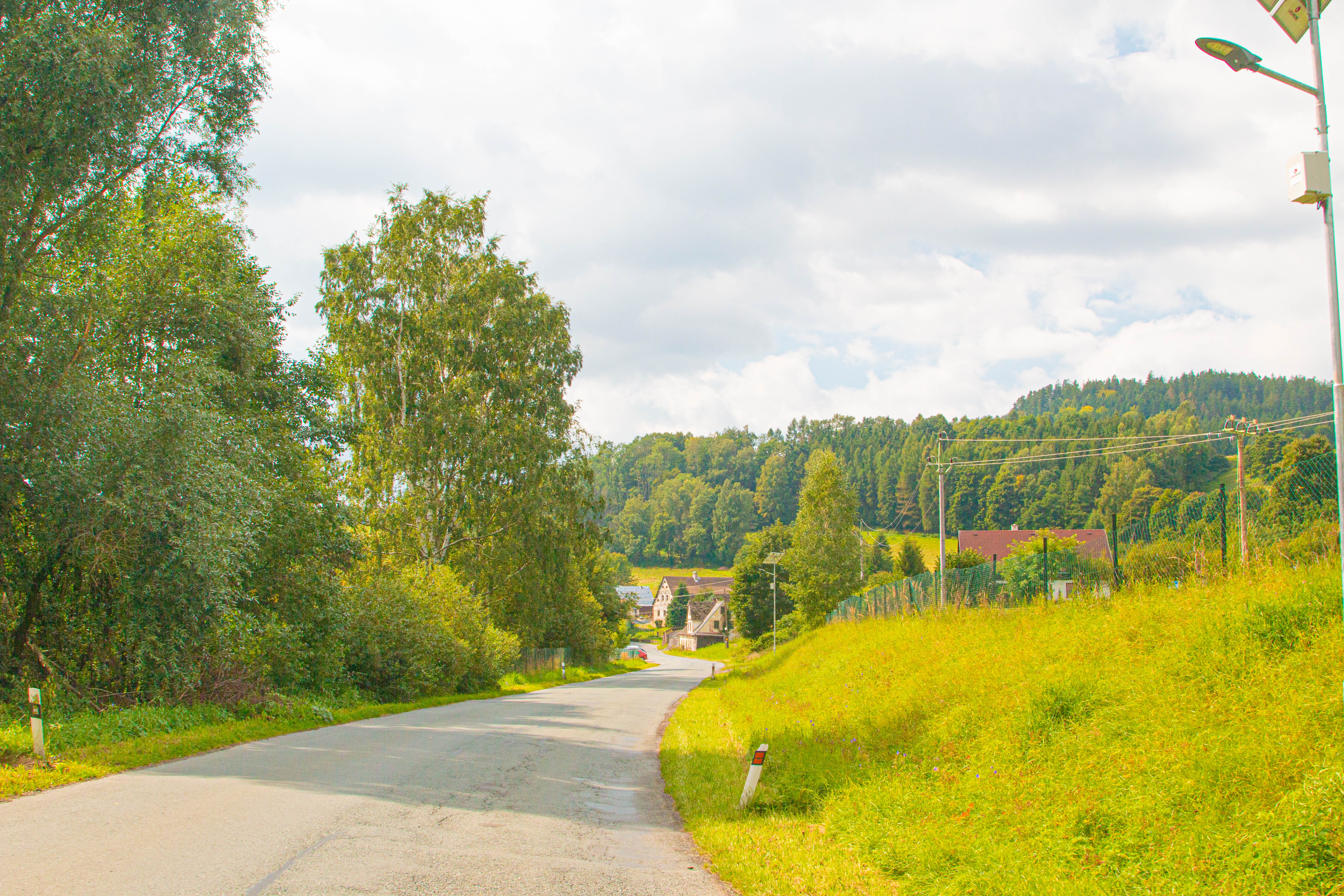
Rue Aloise Jiráska.
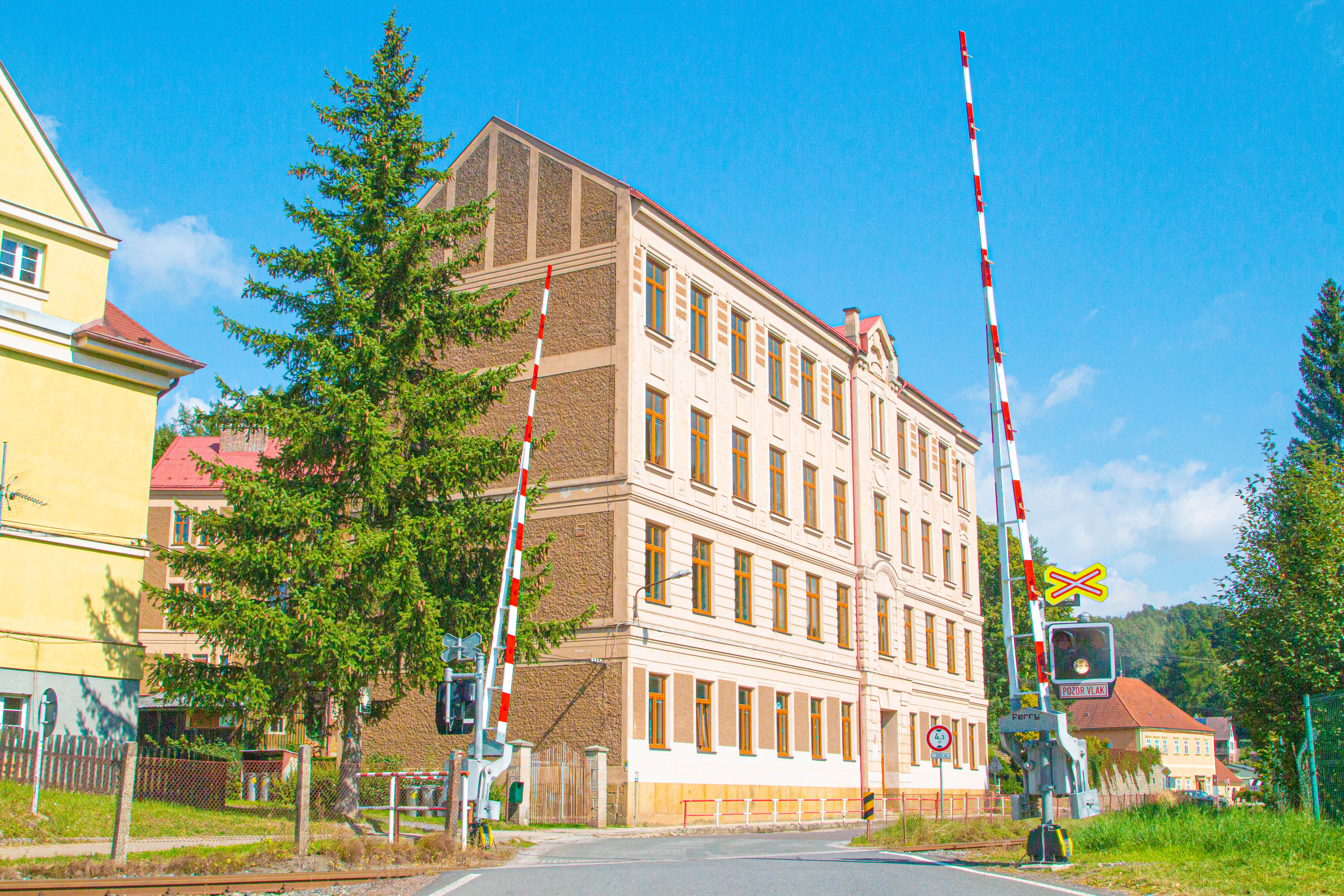
Rue Roosevelt.

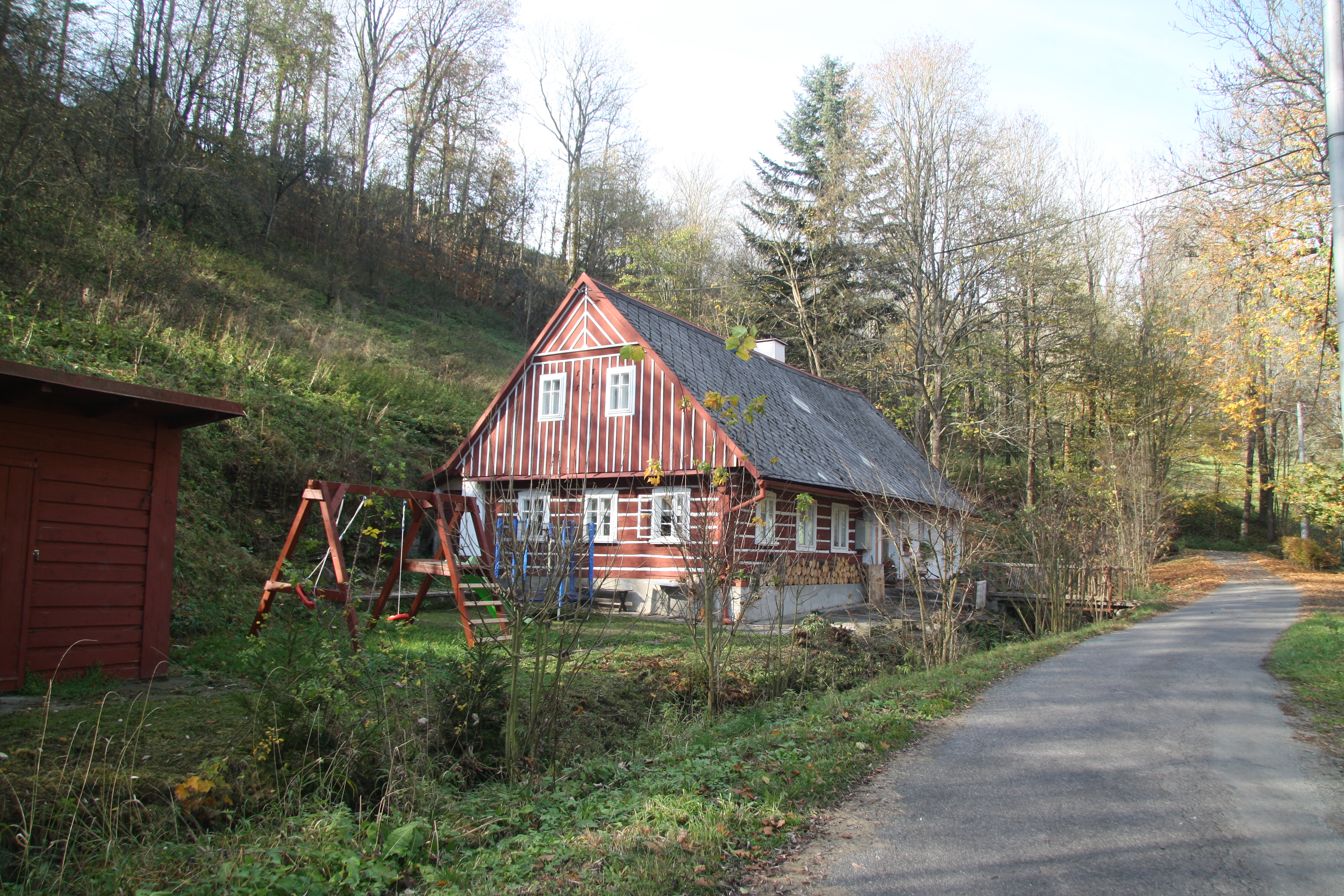
Maison à Skalka.
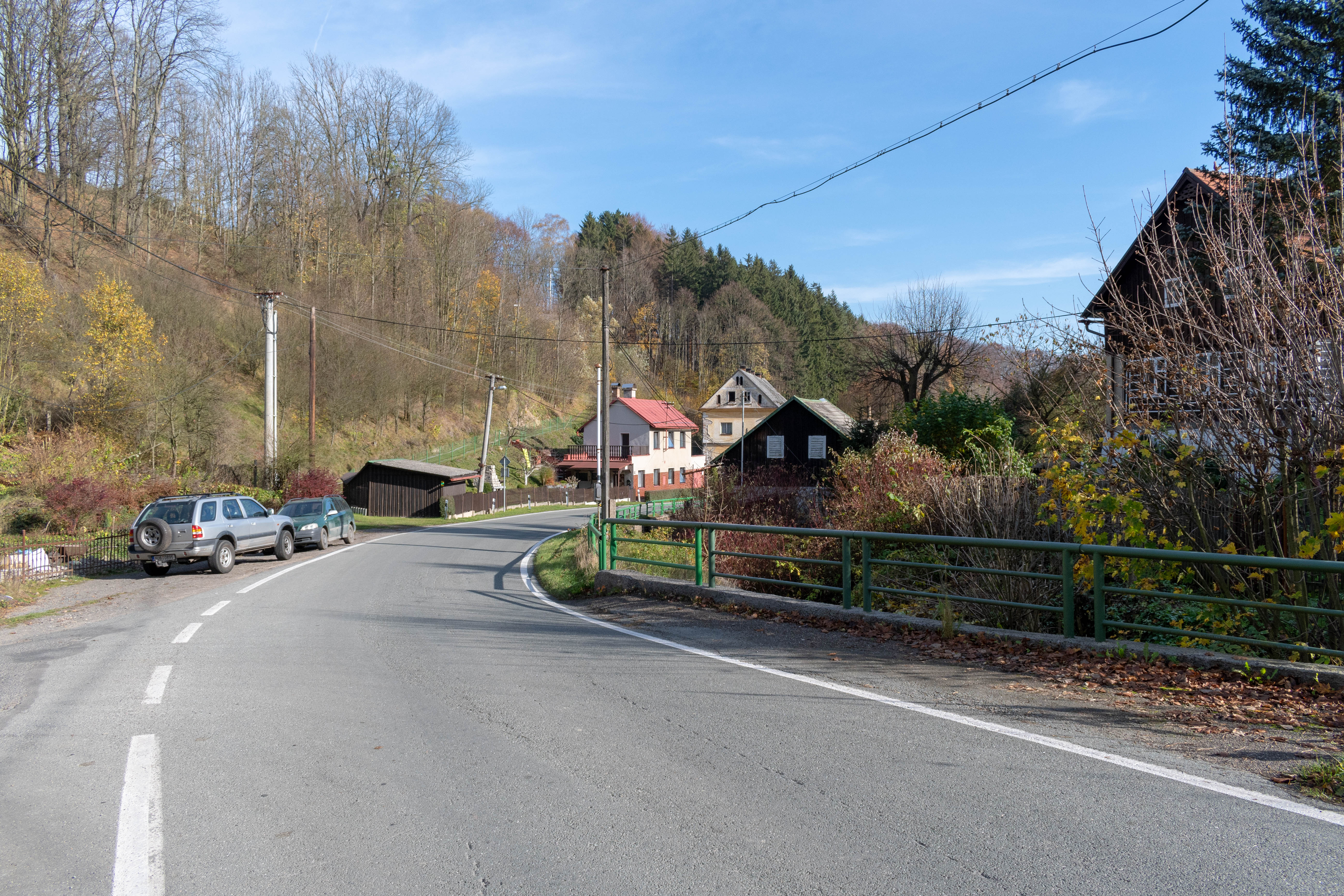
Vlásenka.

## Transports
Par la route, Česká Metuje se trouve à 5 km de Police nad Metují, à 22 km de Náchod, à 62 km de Hradec Králové et à 174 km de Prague.